# Энвальд, Дмитрий Андреевич
Дми́трий Андре́евич Э́нвальд (13 (25) октября 1871 — не ранее 1918) —  русский офицер, полковник (1916), участник Русско-японской и Первой мировой войн, Георгиевский кавалер.

## Биография
Из потомственных дворян Харьковской губернии, православного вероисповедания.
Воспитывался и получил общее образование в Оренбургском Неплюевском кадетском корпусе.
В октябре 1971 года вступил в военную службу, с зачислением юнкером рядового звания в 1-е военное Павловское училище (в Санкт-Петербурге). По окончании по 1-му разряду курса наук в училище, в августе 1894 года был выпущен подпоручиком в 53-й пехотный Волынский полк, расквартированный в Кишинёве. В июне 1898 года был произведен в поручики, в июне 1902 года — в штабс-капитаны.
Участник Русско-японской войны в составе своего полка, отмобилизованного и отправленного в 1904 году в Маньчжурию, в действующую армию. В 1905 году принимал участие в сражениях при Сандепу и под Мукденом, за боевые отличия был награждён двумя орденами.
По окончании войны в составе своего полка вернулся обратно в Кишинёв. С декабря 1908 года — командир 11-й роты полка. В январе 1909 года произведен в капитаны.
На январь 1914 года капитан Энвальд — командир 11-й роты 53-го пехотного Волынского полка; был женат на уроженке Харьковской губернии православного вероисповедания, имел двух сыновей (1899 и 1905 годов рождения) и дочь (1900 года рождения).
Участник Первой мировой войны. В начале войны состоял в своём полку, командовал ротой. Участвовал в Галицийской битве, в зимнем наступлении в Карпатах. В 1915—1916 годах был прикомандирован к 418-му пехотному Александровскому полку, сформированному в Одессе в июне–июле 1915 года, по 3-й очереди мобилизации, и отправленному в составе 105-й пехотной дивизии на Юго-Западный фронт. Командовал батальоном, временно — полком, участвовал в Брусиловском прорыве. В боях был ранен и контужен, за годы войны удостоен пяти боевых орденов, в том числе ордена Святого Георгия 4-й степени, и Георгиевского оружия.
В мае 1915 года произведен в подполковники, в марте 1916 года — в полковники.
В марте 1917 года полковник Энвальд был назначен командиром 626-го пехотного Берестечского (Берестеченского) полка, сформированного в январе 1917 года по 4-й очереди мобилизации и включённого в состав 157-й пехотной дивизии (32-й армейский корпус, Юго-Западный фронт).
После Октябрьской революции 1917 года и заключения в марте 1918 года Брестского мира, Дмитрий Андреевич Энвальд служил в вооружённых силах Украинской державы. В чине полковника был заместителем командующего Сводным корпусом. С ноября по декабрь 1918 года, во время  антигетманского восстания, находился в Киеве. Дальнейшая его судьба не известна.

## Награды
- Медаль «В память царствования императора Александра III» (1896)
- Орден Святой Анны 4-й степени с надписью «За храбрость» (1905; утв. ВП от 07.05.1906)
- Орден Святого Станислава 3-й степени с мечами и бантом (ВП от 04.11.1907), — за боевые отличия
- Медаль «В память русско-японской войны», светло-бронзовая (1907)
- Медаль «В память 100-летия Отечественной войны 1812 года» (1912)
- Медаль «В память 300-летия царствования Дома Романовых» (1913)
- Орден Святого Владимира 4-й степени с мечами и бантом (ВП от 15.03.1915)
- Орден Святой Анны 3-й степени с мечами и бантом (утв. ВП от 10.07.1915)
- Орден Святого Станислава 2-й степени с мечами (утв. ВП от 08.04.1916)
- Орден Святой Анны 2-й степени с мечами (утв. ВП от 17.08.1916)
- Орден Святого Георгия 4-й степени (24.09.1916; утв. ПАФ от 04.04.1917), — …за то, что, состоя в рядах 53-го пехотного Волынского генерал-фельдмаршала Великаго князя Николая Николаевича полка и будучи прикомандирован к 418-му пехотному Александровскому полку, в ночь на 12-е июля 1916 года у д. Корсув, командуя этим последним полком, пренебрегая явной опасностью, под сильным ружейным, пулемётным и артиллерийским огнём лично руководил переправой полка через реку, атаковал укрепленную позицию противника на левом берегу, несмотря на упорное сопротивление врага, овладел этой позицией, отбил несколько контратак его и преследовал противника далее к лесу, не дав ему задержаться на заранее подготовленной тыловой позиции; такими действиями способствовал общему успеху сражения.[9]
- Георгиевское оружие (утв. ПАФ от 08.05.1917), — …за то, что, состоя в рядах 418 пехотного Александрийского полка, в бою 2-го июня 1916 года у д. Жабокрики под сильным орудийным, пулемётным и ружейным огнём, лично предводительствуя батальоном, переправил его через р. Пляшевку, атаковал сильно укреплённую позицию, сбил неприятеля и заставил быстро отступить; отбив 2 стремительных контратаки противника, сам перешёл в наступление, прорвал 2-ю линию, чем положил начало отступления неприятеля по всей линии.[10]